# Wincenty Rubiols Castelló
Vicente Rubiols Castelló (ur. 13 marca 1874 w Gandii; zm. 4 sierpnia 1936) – hiszpański błogosławiony Kościoła katolickiego. 
Studiował w seminarium w Walencji i w 1894 roku otrzymał święcenia kapłańskie. Był przez prawie 40 lat proboszczem parafii w La Pobla Llarga. Został zamordowany w czasie trwania wojny domowej w Hiszpanii.
Został beatyfikowany w grupie Józef Aparicio Sanz i 232 towarzyszy przez papieża Jana Pawła II w dniu 11 marca 2001 roku.